# Povrchová akustická vlna

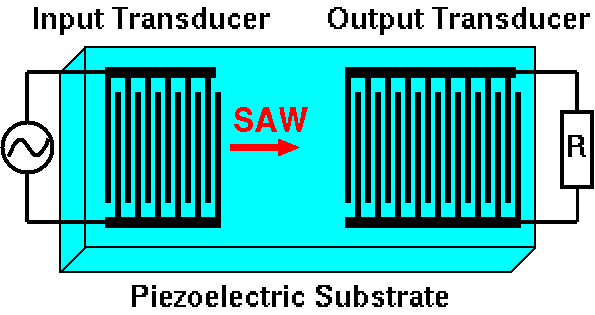
Schematické znázornění součástky se SAW

Povrchová akustická vlna (anglicky surface acoustic wave, SAW) je akustická vlna šířící se podél povrchu pružného materiálu. Její amplituda obvykle exponenciálně klesá vzhledem k hloubce šíření. Tento typ vlny je využíván v piezoelektrických součástkách jako jsou filtry, oscilátory a transformátory.
Velké uplatnění našly SAW součástky při konstrukci různých druhů senzorů.
V roce 1887 objevil Lord Rayleigh povrchovou akustickou vlnu (též někdy nazývaná Rayleighova vlna) a ve své práci předpověděl její vlastnosti. Vlna má podélnou a vertikální složku, která vzniká rozechvěním materiálu na kterém je součástka přidělána. V závislosti na vlastnostech materiálu a druhu spojení se liší amplituda a rychlost šíření. Snímání těchto hodnot umožňuje zpětně určit aktuální vlastnosti materiálu resp. okolního prostředí (teplotu, mechanické namáhání, chemické složení apod.)
SAW součástky jsou obvykle tvořeny jedním nebo více IDT měniči (palcové převodníky), které převádějí akustickou vlnu na elektrickou a zpět díky piezoelektrickému jevu materiálu.
Významný rozvoj SAW technologií proběhl ve 20. letech. Postupně byly SAW senzory nasazeny do všech odvětví měření veličin – biologické, chemické, optické, teplotní, tlaku, zrychlení.